# Torre Waters
La Torre Waters o Waters on the Bay es un rascacielos residencial de 74 pisos y 232 metros de altura, ubicado en la avenida Balboa en la ciudad de Panamá. Con vista al Océano Pacífico.